# Sceaux-du-Gâtinais
Sceaux-du-Gâtinais je francouzská obec v departementu Loiret v regionu Centre-Val de Loire. V roce 2011 zde žilo 633 obyvatel.

## Vývoj počtu obyvatel
Počet obyvatel 